# Binbougami ga!
Binbō-gami ga! (貧乏神が!) é um mangá japonês escrito e ilustrado por Yoshiaki Sukeno. O mangá foi publicado na revista Jump Square, da Shueisha, entre as edições de julho de 2008 e agosto de 2013. Uma adaptação para anime da Sunrise foi ao ar no Japão entre 4 de julho e 26 de setembro de 2012.

## Personagens

### Personagens principais
Ichiko Sakura (桜 市子, Sakura Ichiko)
Voz de: Kaori Nazuka (vomic), Kana Hanazawa (anime) (Japonês), Brina Palencia (Português) 
Uma estudante de 16 anos que possui uma grande quantidade de energia da sorte que lhe confere extrema beleza, alta inteligência, riqueza e saúde. Seus níveis de sorte são tão altos que ela inconscientemente absorve a sorte dos outros, fazendo com que sejam menos sortudos. Ela é adorada pelos meninos na escola, enquanto é detestada pelas meninas, e sua aparência doce esconde uma personalidade feroz. Devido a um trauma passado, ela tem medo de se aproximar dos outros, pois não quer ser traída, muitas vezes deixando-a sozinha. Usando um item mágico dado a ela por Bobby, conhecido como Somin Shōrai, Ichiko pode manifestar sua energia da sorte em versões do zodíaco chinês semelhantes a animais empalhados. Quando extraída de seu corpo, a energia da sorte de Ichiko pode ser dada a outras pessoas que estão em perigo para ajudá-las.
Momiji (紅葉)
Voz de: Yūko Sanpei (vomic), Yumi Uchiyama (anime) (Japonês), Colleen Clinkenbeard (Português) 
Uma deusa do azar, vestida com camiseta xadrez, macacão vermelho e um sapato cujo outro par está perdido. Ela foi enviada de outro mundo para restaurar o balanço energético da Terra roubando a energia da sorte de Ichiko, embora sua energia do azar frequentemente perca a energia da sorte de Ichiko. Seu braço direito está tão concentrado com o azar que o envolve em um molde, usando-o como suporte para vários aparelhos, como seringas. Ela também é capaz de se transformar em forma de espírito, a fim de passar por barreiras. Ela está constantemente entrando em conflito com Ichiko enquanto tenta roubar sua energia da sorte, ficando particularmente irritada quando seu peito liso é ridicularizado. No entanto, ela frequentemente incentiva Ichiko a tentar usar sua energia da sorte para ajudar os outros. Sempre que ela toma um banho no mundo humano, ela perde sua energia do azar e muda para uma personalidade mais brilhante, mas volta ao normal se for suja novamente. Ela tem o hábito de cutucar o nariz, que é uma homenagem à série de anime FLCL, cujo personagem excêntrico, Haruko Haruhara, ela de certa forma se assemelha. Na escola, como disfarce, ela se chama Momiji Binbouda (貧保田 紅葉).

### Humanos
Bobby (懋琵威（ボビー）, Bobī)
Voz de: Yoshihisa Kawahara (Japonês), Patrick Seitz (Português)
Um monge afro-americano pervertido que viaja pelo mundo para exterminar maus espíritos ou deuses, embora na maioria das vezes ele esteja perseguindo mulheres de seios grandes. Ele pode sentir a energia da sorte de Ichiko e é capaz de fazer Soumin Shourais.
Keita Tsuwabuki (石蕗 恵汰, Tsuwabuki Keita)
Voz de: Kōki Uchiyama (Japonês), Clifford Chapin (Português)
Um jovem bonito e um dos colegas de classe de Ichiko. Ele trabalha em muitos empregos de meio período para sustentar seus quatro irmãos, o que também é a causa dele dormir durante a aula; ele serve como guardião de seus irmãos na ausência de seus pais. Geralmente visto como o mais sério do elenco, ele se interessa bastante pelas oportunidades de ganhar dinheiro para sustentar sua família. Mais tarde, é revelado que ele realmente era extremamente popular entre as meninas, mas devido aos sentimentos e possessividade que Nadeshiko tinha por ele, Keita nunca ouviu nada de outras meninas, pois ela usa várias maneiras de impedir que outras meninas se aproximem de Keita. Depois de passar um tempo com sua família enquanto ela estava na forma de uma criança, Ichiko gradualmente ganha um interesse romântico por ele ao longo da série. Da mesma forma, ele desenvolve sentimentos por ela depois que eles se tornam amigos. No final do mangá, Ichiko e Keita são namorados.
Ranmaru Rindo (龍胆 嵐丸, Rindō Ranmaru)
Voz de: Haruka Tomatsu (Japonês), Martha Harms (Português)
Uma garota com tendências masculinas que se transfere para a classe de Ichiko, geralmente se vestindo como um delinquente, tendo sido criada como um menino por seu pai, a fim de suceder seu dojo de karatê. Apesar de ser dura do lado de fora, ela muitas vezes anseia por ter mais contato com seu lado feminino e tem uma queda por Keita. Depois que Ichiko salva sua vida com energia da sorte, Ranmaru se torna sua primeira amiga de verdade e a segunda pessoa com quem ela realmente se importa desde Suwano. Aparentemente, ela desenvolve sentimentos por Momo'o Inugami, mas após a partida dele no final da série, ela concorda em namorar qualquer garoto que possa derrotá-la em uma briga.
Nadeshiko Adenokouji (艶光路 撫子, Adenokōji Nadeshiko)
Voz de: Sayaka Kanda (Japonês), Michelle Lee (Português)
Introduzida no final do mangá, Nadeshiko é uma pequena ninja que se orgulha de ser uma garota de educação superior, hábil em sua forma de arte ninjitsu. Ela é apaixonada por Keita, tendo sido salva por ele uma vez quando eram crianças, o perseguindo desde então, razão pela qual ela aprendeu sozinha as habilidades ninjas e também é a razão pela qual outras garotas não conseguem se aproximar de Keita. No anime, ela aparece no final de cada episódio para mostrar suas aparições secretas.
Shinobu Daimon (大門 忍, Daimon Shinobu)
O mordomo pervertido de Nadeshiko, ou especificamente, o lolicon pervertido. Ele não pretende deixar que os seios de sua mestre cresçam mais do que são.
Kikunoshin Suwano (諏訪野 菊之進, Suwano Kikunoshin)
Voz de: Hiroshi Naka (Japonês), Kent Williams (Português)
O ex-mordomo de Ichiko, que serviu como guardião por um longo tempo e foi a primeira pessoa com quem ela realmente se importava. Depois de ele quase morrer como resultado de toda a sorte que Ichiko inconscientemente tirou dele ao longo dos anos, ela o demitiu de sua posição para que ele pudesse viver sua vida em segurança. Atualmente, ele está viajando pelo mundo com sua nova esposa. Ao longo da história, Suwano continua em contato com Ichiko através de uma série de cartas, que ela guarda em uma caixa.
Akane Tange (丹下 茜, Tange Akane)
Voz de: Kozue Hirashima (Japonês), Michelle Rojas (Português)
Uma das colegas de classe de Ichiko. Ela detesta Ichiko como as outras garotas (exceto Ranmaru). Ela sempre é vista com suas duas amigas. Ela tem longos cabelos castanhos escuros com sua franja estilizada em um lado com dois grampos de cabelo pequenos. Ela tem uma queda por Ranmaru Rindou, embora qualquer tentativa de se aproximar dela resulte em situações cômicas.
Misa Kobayashi (小林 魅沙, Kobayashi Misa)
Uma das colegas de classe de Ichiko. Ela também detesta Ichiko. Ela é facilmente reconhecida por causa de sua aparência grande e gorda. Ela tem pele escura com cabelos amarelos amarrados em duas tranças com faixas de flores rosa em cada trança. Ela também usa maquiagem, que consiste apenas de batom e blush. Ela sempre é vista carregando ou comendo comida (principalmente onigiri).

### Deuses
Kumagai (熊谷)
O companheiro leal de Momiji, que é um urso de pelúcia demoníaco. Como ele não pode falar, ele frequentemente se comunica escrevendo mensagens em um livro. Seu corpo contém muitos dos itens de Momiji, que ela retira casualmente dele. Sua forma humana lhe dá a aparência de um homem com cavanhaque e longos cabelos negros presos em um rabo de cavalo. Enquanto ele ganha a capacidade de falar nesse estado, Kumagai mantém a cicatriz costurada no lado direito do rosto que estava presente em sua forma de ursinho de pelúcia.
Yamabuki (山吹)
Voz de: Akane Tomonaga (vomic), Kikuko Inoue (anime) (Japonês), Lydia Mackay (Português)
O chefe de Momiji no Reino dos Deuses do Azar pode ser visto em seu tamanho gigante. Demonstra ser um fã secreto de glam rock. Seu companheiro é Saffron, algo parecido com um panda. Como Yamabuki, seu tamanho é maior que o de Teddy.
Momo'o Inugami (犬神 桃央, Inugami Momo'o)
Voz de: Hiro Shimono (Japonês), Todd Haberkorn (Português)
Um deus masoquista que geralmente é invocado por Momiji. Ele é capaz de se transformar em um chihuahua com um olfato aguçado, embora seja forçado a voltar à forma humana se sentir muito prazer, masoquista ou não. Mais tarde, ele treina ao lado de Ranmaru para se tornar mais forte, fazendo com que os dois desenvolvam um forte vínculo de amizade com base em seu desejo comum de proteger Ichiko e Momiji de danos.
Tama (タマ)
Voz de: Ayaka Mori (Japonês), Becca Shivers (Português)
Uma gatinha encontrada por Ichiko, sequestrada no dia seguinte por Momiji para ensiná-la como é perder alguém importante para ela. Quando Tama é colocada em perigo devido ao plano de Momiji ir longe demais, Ibuki injeta em Tama um pouco de energia da sorte, mas acaba usando muito e transformando-a em uma deusa Maneki-neko.
Kuroyuri (黒百合)
Voz de: Ryoko Shiraishi (Japonês), Morgan Garrett (Português)
Também uma deusa do azar e um colega de Momiji, as duas cresceram juntas e já foram amigas de infância. Ela veio ao mundo humano para cumprir o dever de Momiji, para poder ter o carinho de Yamabuki. Apesar de seu desejo de levar o crédito pela missão, Kuroyuri é uma amiga leal de coração. Seu companheiro é Gouda, o sapo.
Ibuki (伊吹)
Voz de: Kōji Yusa (Japonês), Joel McDonald (Português)
Um deus do banheiro cuja cabeça tem a forma de um grande cocô. Ele deu a Ichiko um colar que a impede de absorver a sorte de outras pessoas.

## Mídia

### Mangá
O mangá original de Yoshiaki Sukeno começou a ser serializado na revista Jump Square da Shueisha a partir da edição de julho de 2008 em 4 de junho de 2008 e terminou na edição de agosto de 2013 em 4 de julho de 2013. A série foi compilada em dezesseis volumes tankōbon, publicados entre 4 de novembro de 2008 e 4 de setembro de 2013.
O mangá também foi publicado na Espanha pela Ivrea entre abril de 2012 e julho de 2016 como Bimbogami Ga!, e na Itália pelo Jpop entre maio de 2012 e dezembro de 2016. Quando perguntados sobre o licenciamento de Sōsei no Onmyōji, Leandro Oberto, de Ivrea, respondeu que eles decidiram não publicar outros títulos de Sukeno como Binbō-gami ga! tinha sido "uma das piores falhas nos últimos anos", com cerca de 400 unidades vendidas por volume.

### Anime
Uma adaptação em anime pela Sunrise foi transmitida no Japão entre 4 de julho e 26 de setembro de 2012 e foi licenciada pela Funimation Entertainment. O tema de abertura é "Make My Day!" de Piko, enquanto o tema de encerramento é Koi Bōdō (恋暴動, "Love Riot") de Happy Birthday. Funimation lançou a série (sob o título Good Luck Girl! ) no pacote combo Blu-ray/DVD em 19 de novembro de 2013.